# Lieder japanischer Präfekturen
Die Lieder japanischer Präfekturen (jap. 都道府県民歌, Todōfuken Minka) sind in der Regel je Präfektur eines, seltener mehrere, offizielle Lieder, die von jeder Präfektur individuell festgelegt wurden. Die Präfekturen Osaka, Hiroshima und Ōita besitzen kein offizielles, Hiroshima und Osaka jedoch zumindest ein inoffizielles Präfekturlied.

## Liste der Präfekturlieder
| Präfektur           | Titel                                                                                                | Bekanntgabe / Festlegung am | Link                     | Link                 | Anmerkungen |
| ------------------- | --- | --------------------------- | ------------------------ | -------------------- | --- |
| Präfektur Aichi     | Warera ga Aichi (われらが愛知, etwa „Wir sind Aichi“)                                                | 25. Aug. 1950               | Text und Noten           | Text und Noten       | |
| Präfektur Akita     | Akita Kenminka (秋田県民歌, etwa „Lied der Bürger von Akita“)                                        | 1930                        | Text und Noten           | Hörbeispiel          | gemeinfrei |
| Präfektur Akita     | Kenmin no uta (県民の歌, etwa „Lied der Präfekturbürger“)                                            | 7. Dez. 1959                | Text und Noten           | Hörbeispiel          | |
| Präfektur Aomori    | Aomori-ken sanka (青森県賛歌, etwa „Hymne der Präfektur Aomori“)                                     | 23. Sept. 1971              | Text und Noten           | Hörbeispiel          | wird gegenwärtig nicht gesungen |
| Präfektur Aomori    | Aoi mori no Messēji (青い森のメッセージ, etwa „Botschaft des grünen Waldes“)                         | 1. Jan. 2001                | Text und Noten           | Text und Noten       | |
| Präfektur Chiba     | Chiba kenminka (千葉県民歌, etwa „Lied der Präfekturbürger von Chiba“)                               | 16. März 1963               | Text und Noten           | Text und Noten       | |
| Präfektur Ehime     | Ehime no uta (愛媛の歌, etwa „Lied von Ehime“)                                                       | 20. April 1973              | Text und Noten           | Text und Noten       | 2. Version |
| Präfektur Fukui     | Fukui kenminka (福井県民歌 , etwa „Lied der Präfekturbürger von Fukui“)                              | 1. Mai 1954                 |                          | Video                | |
| Präfektur Fukuoka   | Kibō no Hikari (希望の光, etwa „Lichtstrahl der Hoffnung“)                                           | 14. Okt. 1970               | Text                     | Text                 | |
| Präfektur Fukushima | Fukushima-ken kenmin no uta (福島県県民の歌, etwa „Lied der Bürger der Präfektur Fukushima“)         | 11. Feb. 1967               | Text                     | Hörbeispiel          | |
| Präfektur Gifu      | Gifu kenmin no uta (岐阜県民の歌, etwa „Lied der Bürger der Präfektur Gifu“)                         | 1954                        | Text und Noten           | Hörbeispiel          | |
| Präfektur Gunma     | Gunma-ken no uta (群馬県の歌, etwa „Lied der Präfektur Gunma“)                                       | 25. Okt. 1968               | Text und Noten           | Hörbeispiel          | 3. Version |
| Präfektur Hiroshima | ohne festgelegtes Präfekturlied                                                                      |                             |                          |                      | |
| Präfektur Hiroshima | Niji no Kagayaki (虹の輝き, etwa „Glanz des Regenbogens“)                                            | 20. Nov. 1994               |                          |                      | Sporthymne von Hiroshima |
| Hokkaidō            | Hikari afurete (光あふれて, etwa „Lichterglanz“)                                                     | 29. Nov. 1966               |                          | Hörbeispiel          | |
| Hokkaidō            | Mukashi no mukashi (むかしのむかし, etwa „In längst vergangener Zeit“)                               | 29. Nov. 1966               |                          | Hörbeispiel          | |
| Hokkaidō            | Hokkai bayashi (北海ばやし, etwa „Nordmeer-Wäldchen“)                                                | 29. Nov. 1966               |                          | Hörbeispiel          | |
| Präfektur Hyōgo     | Hyōgo Kenminka (兵庫県民歌, etwa „Lied der Präfekturbürger von Hyōgo“)                               | 1947                        |                          |                      | Die Präfekturregierung ist der Auffassung, dass kein Präfekturlied existiert, obgleich das angegebene Lied 1947 festgelegt wurde. |
| Präfektur Hyōgo     | Furusato Hyōgo (ふるさと兵庫, etwa „Heimat - Hyōgo“)                                                 | 1980                        | Text                     | Hörbeispiel          | inoffizielles Präfekturlied |
| Präfektur Ibaraki   | Ibaraki kenmin no uta (茨城県民の歌 , etwa „Lied der Bürger der Präfektur Ibaraki“)                  | 16. März 1963               | Text und Noten           | Hörbeispiel          | |
| Präfektur Ishikawa  | Ishikawa kenmin no uta (石川県民の歌, etwa „Lied der Bürger der Präfektur Ishikawa“)                 | 3. Nov. 1959                | Text und Noten           | Text und Noten       | |
| Präfektur Iwate     | Iwate kenmin no uta (岩手県民の歌, etwa „Lied der Bürger der Präfektur Iwate“)                       | 30. März 1965               | Text                     | Text                 | |
| Präfektur Kagawa    | Kagawa kenminka (香川県民歌, etwa „Lied der Präfekturbürger von Kagawa“)                             | 8. Nov. 1954                |                          | Video                | |
| Präfektur Kagoshima | Kagoshima kenmin no uta (鹿児島県民の歌, etwa „Lied der Bürger der Präfektur Kagoshima“)             | 16. Dez. 1948               | Text                     | Text                 | |
| Präfektur Kanagawa  | Hikari arata ni (光あらたに, etwa „Neuer Glanz“)                                                     | 10. April 1950              | Allg. Informationen      | Hörbeispiel          | 2. Version |
| Präfektur Kanagawa  | Furusato no kaze ni naritai (ふるさとの風になりたい, etwa „Ich will werden wie der Wind der Heimat“) | 2. Dez. 2001                |                          |                      | Chorwerk |
| Präfektur Kōchi     | Kōchi kenmin no uta (高知県民の歌, etwa „Lied der Bürger der Präfektur Kōchi“)                       | 3. Nov. 1959                | Text und Noten           | Hörbeispiel          | |
| Präfektur Kumamoto  | Kumamoto kenmin no uta (熊本県民の歌, etwa „Lied der Bürger der Präfektur Kumamoto“)                 | 11. Mai 1959                |                          |                      | Dieses Lied ist nicht von der Präfektur, sondern vom Exekutivausschuss für das 15. Volkssportfest 1960 festgesetzt (informell). Die vorherige offizielle, im Krieg festgelegte Hymne von Kumamoto (Kikuchi jinchū no uta, 菊池盡忠の歌, etwa „Lied von der Kikuchi-Gefolgstreue“) war unter den amerikanischen Besatzungsbehörden verboten worden. |
| Präfektur Kyōto     | Kyōto-fu no uta (京都府の歌, etwa „Lied der Stadtpräfektur Kyōto“)                                   | 22. März 1984               | Text                     | Text                 | |
| Präfektur Mie       | Mie kenminka (三重県民歌 , etwa „Lied der Präfekturbürger von Mie“)                                  | 20. April 1964              | Text und Noten           | Hörbeispiel          | |
| Präfektur Miyagi    | Miyagi Kenminka (宮城県民歌, etwa „Lied der Präfekturbürger von Miyagi“)                             | 29. Nov. 1938               | Text                     | Text                 | gemeinfreies Werk |
| Präfektur Miyagi    | Kagayaku Kyōdo (輝く郷土, etwa „Herrliche Heimat“)                                                   | 1946                        |                          |                      | |
| Präfektur Miyazaki  | Miyazaki kenminka (宮崎県民歌, etwa „Lied der Präfekturbürger von Miyazaki“)                         | 30. Juni 1964               | Text und Noten           | Hörbeispiel          | 2. Version |
| Präfektur Nagano    | Shinano no Kuni (信濃の国, etwa „Provinz Shinano“)                                                   | 20. Mai 1968                | Allg. Informationen      | Allg. Informationen  | |
| Präfektur Nagasaki  | Minami no kaze (南の風, etwa „Südwind“)                                                              | 1. Juni 1961                | Text und Noten           | Hörbeispiel          | |
| Präfektur Nara      | Nara kenmin no uta (奈良県民の歌, etwa „Lied der Präfekturbürger von Nara“)                          | 1. März 1968                | Text und Noten           | Text und Noten       | |
| Präfektur Niigata   | Niigata kenminka (新潟県民歌, etwa „Lied der Bürger der Präfektur Niigata“)                          | 28. März 1948               | Text und Noten           | Hörbeispiel          | |
| Präfektur Ōita      | Ōita-ken kōshinkyoku (大分県行進曲, etwa „Marsch der Präfektur Ōita“)                                | 1935                        |                          |                      | informell |
| Präfektur Ōita      | Ōita-kenmin taiiku no uta (大分県民体育の歌)                                                         | 1950                        |                          |                      | Sporthymne |
| Präfektur Okayama   | Okayama-ken no uta (岡山県の歌, etwa „Lied der Präfektur Okayama“)                                   | 9. März 1957                |                          |                      | |
| Präfektur Okayama   | Minna no kokoro ni (みんなのこころに, etwa „In Aller Sinn“)                                          | 1982                        | Text und Hörbeispiel     | Text und Hörbeispiel | |
| Präfektur Okinawa   | Okinawa kenmin no uta (沖縄県民の歌, etwa „Lied der Präfekturbürger von Okinawa“)                    | 15. Mai 1972                | Text und Noten           | Hörbeispiel          | |
| Präfektur Osaka     | ohne festgelegtes Präfekturlied                                                                      |                             |                          |                      | |
| Präfektur Osaka     | Namihaya no uta (なみはやのうた, etwa „Lied von Namihaya“)                                           | 1997                        |                          |                      | Dieses Lied war Hymne des Nationalen Sportfests 1997. |
| Präfektur Saga      | Saga kenmin no uta (佐賀県民の歌, etwa „Lied der Präfekturbürger von Saga“)                          | 11. Dez. 1974               | Text                     | Text                 | 2. Version |
| Präfektur Saga      | Kaze wa mirai iro (風はみらい色, etwa „Wind - Bote der Zukunft“)                                     | 1. April 1993               | Text                     | Text                 | |
| Präfektur Saga      | Sakae no kuni kara (栄の国から, etwa „Aus dem Land Sakae“)                                           | 6. Juni 2000                | Text                     | Text                 | Heimatlied |
| Präfektur Saitama   | Saitama kenka (埼玉県歌, etwa „Präfekturlied von Saitama“)                                           | 21. Sept. 1965              | Text und Noten           | Hörbeispiel          | |
| Präfektur Shiga     | Shiga kenmin no uta (滋賀県民の歌, etwa „Lied der Präfekturbürger von Shiga“)                        | 15. Juni 1954               | Text und Noten           | Text und Noten       | |
| Präfektur Shimane   | Usu-murasaki no yamanami (薄紫の山脈, etwa „Hellviolette Bergadern“)                                 | 1951                        | Text und Noten           | Hörbeispiel          | |
| Präfektur Shizuoka  | Shizuoka kenka (静岡県歌, etwa „Präfekturlied von Shizuoka“)                                         | 14. Aug. 1968               | Text                     | Text                 | |
| Präfektur Shizuoka  | Fuji yo yume yo tomo yo (富士よ夢よ友よ)                                                             | 25. Jan. 1990               |                          |                      | Hymne von Shizuoka |
| Präfektur Tochigi   | kenmin no uta (県民の歌, etwa „Lied der Präfekturbürger“)                                            | 25. Dez. 1952               | Text und Noten           | Hörbeispiel          | |
| Präfektur Tokushima | Tokushima kenmin no uta (徳島県民の歌, etwa „Lied der Bürger der Präfektur Tokushima“)               | Juli 1971                   | Text und Noten           | Text und Noten       | 2. Version |
| Präfektur Tokio     | Tokyo-toka (東京都歌, etwa „Lied der Hauptstadt Tokio“)                                              | 16. April 1947              | Text                     | Hörbeispiel          | |
| Präfektur Tokio     | Tokyo-shika (東京市歌, etwa „Lied der Stadt Tokio“)                                                  | 1926                        | Text (am Ende der Seite) |                      | Zwar wurde die Stadt (-shi) Tokio 1943 als solche aufgelöst; aber die Präfektur (-to) Tokio als Nachfolger sowohl der vorherigen Präfektur (-fu) wie der -shi hat das Lied nicht abgeschafft, auch nicht nach Ende des Zweiten Weltkriegs, als sie 1947 eine dezidierte Präfekturhymne bestimmte.                                                  |
| Präfektur Tottori   | Wakiagaru chikara (わきあがる力, etwa „Strotzend vor Kraft“)                                         | 23. Okt. 1958               | Text                     | Text                 | |
| Präfektur Toyama    | Toyama kenmin no uta (富山県民の歌, etwa „Lied der Bürger der Präfektur Toyama“)                     | 1. April 1958               | Text und Noten           | Hörbeispiel          | |
| Präfektur Toyama    | Furusato no sora (ふるさとの空, etwa „Himmel der Heimat“)                                            | 2012                        | Allg. Informationen      | Allg. Informationen  | |
| Präfektur Wakayama  | Wakayama kenminka (和歌山県民歌, etwa „Lied der Präfekturbürger von Wakayama“)                       | 1948                        | Text und Noten           | Hörbeispiel          | |
| Präfektur Yamagata  | Mogami gawa (最上川, etwa „Der Fluss Mogami“)                                                        | 31. März 1981               | Text                     | Hörbeispiel          | Der Liedtext stammt von Tennō Hirohito (Shōwa). Gemeinfrei |
| Präfektur Yamagata  | Sports kenminka (スポーツ県民歌, etwa „Lied der Bürger der Sportpräfektur“)                          | 1948                        | Text und Noten           | Hörbeispiel          | |
| Präfektur Yamaguchi | Yamaguchi kenmin no uta (山口県民の歌, etwa „Lied der Präfekturbürger von Yamaguchi“)                | 3. Sept. 1962               | Text und Noten           | Hörbeispiel          | 2. Version |
| Präfektur Yamaguchi | Minna no furusato (みんなのふるさと, etwa „Heimat Aller“)                                            | 1979                        | Text und Noten           | Text und Noten       | |
| Präfektur Yamanashi | Yamanashi-ken no uta (山梨県の歌, etwa „Lied der Präfektur Yamanashi“)                               | 10. April 1950              | Text Hörbeispiel         | Text Hörbeispiel     | |
| Präfektur Yamanashi | Mdori no furusato (緑のふるさと, etwa „Grüne Heimat“)                                                | 23. Nov. 1977               | Text und Hörbeispiel     | Text und Hörbeispiel | |

## Früheres Präfekturlied
| Präfektur          | Titel                                                                       | Bekanntgabe / Festlegung am | Link | Anmerkungen |
| ------------------ | --------------------------------------------------------------------------- | --------------------------- | ---- | ----------- |
| Präfektur Karafuto | Karafuto tōka (樺太島歌, etwa „Lied der Insel Karafuto“; Lied von Sachalin) | 10. Mai 1938                |      |             |

## Abgeschaffte Präfekturlieder
- Präfektur Yamagata – Asagumo no (朝ぐもの) von 1947
- Präfektur Gunma – Gunma-ken no uta (群馬県の歌) 1. Version von 1936
- Präfektur Gunma – Gunma-ken no uta (群馬県の歌) 2. Version von 1951
- Präfektur Saitama – Saitama kenminka (埼玉県民歌) alte Version von 1942
- Präfektur Kanagawa – Kanagawa-ken kenka (神奈川県々歌) von 1931
- Präfektur Nagano – Nagano-ken minka (長野県民歌) von 1947
- Präfektur Nagano – Yamaguchi-ken minka (山口県民歌) alte Version von 1940
- Präfektur Tokushima – Tokushima-ken minka (徳島県民歌) alte Version von 1939
- Präfektur Ehime – Ehime kenmin no uta (愛媛県民の歌) von 1952
- Präfektur Saga – Saga-ken minka (佐賀県民歌) alte Version von 1936
- Präfektur Kumamoto – Kikujichū no uta (菊池盡忠の歌) von 1943
- Präfektur Miyagi – Miyagi-ken minka (宮崎県民歌) alte Version von 1934